# VW EA189
Mit EA189 wird eine Reihe von TDI-Dieselmotoren der Volkswagen AG bezeichnet, die 2007 vorgestellt und 2008 in der Serie eingeführt wurde und in verschiedenen Fahrzeugmodellen des Konzerns bis 2015 zum Einsatz gekommen ist. Das Kürzel EA steht für „Entwicklungsauftrag“; Vorgänger war die Reihe EA188, die als „Pumpe-Düse-TDI“ bekannt war. Die EA189-Motoren kamen 2015 im Rahmen des VW-Abgasskandals weltweit in die Schlagzeilen; sie wurden von der Presse auch als „Betrugsdieselmotor“ bezeichnet.

## EA189-Modellfamilie
In die Motorreihe EA189 fallen überwiegend die Vierzylindermotoren mit 1,6 l und 2,0 l Hubraum sowie Dreizylindermotoren mit 1,2 l Hubraum. Weltweit wurden etwa elf Millionen Motoren der Typreihe EA189 ausgeliefert, davon 5 Millionen, die nach Angaben von VW „eine Servicemaßnahme erhalten werden“.
Die EA189-Motoren wurden im VW-Werk Salzgitter, in Chemnitz (VW Sachsen GmbH), in Polkowice (VW Motor Polska Sp. z o.o.) sowie im ungarischen Motorenwerk Győr (Audi Hungaria Motor Kft.) gefertigt. Erster Motor dieser Baureihe war der 2.0 TDI, der als erster PKW-Dieselmotor nach den EPA-Abgasnormen der Vereinigten Staaten, Tier 2 Bin 5, zugelassen wurde. 2009 wurde die Motorenreihe durch eine kleinere 1.6-TDI-Version ergänzt, der 1.2-TDI-Dreizylindermotor erschien danach. Mit dem Modelljahr 2012 erhielt der 2.0-TDI-Motor für den Passat ein Upgrade für den US-Markt. Der Motor bekam einen neuen Turbolader, Ausgleichswellen und eine selektive katalytische Reduktion (SCR) für die Abgasnachbehandlung.

## Entwicklungsziele
Der EA189 sollte die Vorgaben der Abgasnorm Euro 5 sicher erfüllen und eine Möglichkeit zur Weiterentwicklung in Richtung Euro 6 ermöglichen. Um die Anforderungen an das Abgasverhalten, aber auch jene an die Motorakustik zu erfüllen, wurde auf die Common-Rail-Einspritzung umgestellt und die Bauform der Kolbenmulde geändert.

## Technik
Der Basismotor ist ein 2,0-Liter-Reihenvierzylindermotor, der nach dem Dieselverfahren arbeitet. Er hat einen Graugussmotorblock und einen Vierventilzylinderkopf. Bohrung und Hub betragen 81,0 × 95,5 mm, der Hubraum ist mit 1968 cm3 angegeben. Anders als beim Vorgängermotor wird nicht mehr Pumpe-Düse-Einspritzung, sondern Common-Rail-Einspritzung eingesetzt, die mit einem variablen Druck von 230 bis 1800 bar arbeitet. Der Motor ist mit einem VTG-Abgasturbolader aufgeladen und hat Ladeluftkühlung. Das Abgasreinigungssystem besteht aus Niedertemperaturabgasrückführung, Dieselrußpartikelfilter und Oxidationskatalysator. Die US-Version ab 2009 ist mit einem NOx-Speicherkatalysator versehen.
Die fünffach gelagerte Kurbelwelle des Motors ist geschmiedet und hat vier Gegengewichte. Unterhalb der Kurbelwelle ist in der Ölwanne ein Ausgleichswellenmodul mit Graugussgehäuse untergebracht, das auch die Ölpumpe des Motors enthält. Das Ausgleichswellenmodul wird von einem schrägverzahnten Zahnradtrieb von der Kurbelwelle aus angetrieben. Im Modulinneren laufen zwei gegenläufig drehende Ausgleichswellen mit doppelter Kurbelwellendrehzahl, um die für einen Reihen-Vierzylinder typischen freien Kräfte der Zweiten Ordnung nach dem Lanchester-Prinzip auszugleichen. Die Kurbelgehäuseentlüftung mündet in den Ansaugtrakt des Motors. Es sind Muldenkolben eingebaut.
Der Zylinderkopf des Motors ist ein Querstromaluminiumzylinderkopf mit zwei Ein- und zwei Auslassventilen je Zylinder, die von zwei zahnriemengetriebenen obenliegenden Nockenwellen (DOHC) über Rollenschlepphebel mit hydraulischen Ventilspielausgleichselementen betätigt werden. Zur Synchronisierung der Nockenwellen hat der Nockenwellentrieb eine Stirnradverzahnung mit Zahnflankenspielausgleich. Im Zylinderkopf befinden sich die Piezoeinspritzventile, die mit Spanneisen befestigt sind. Der Nockenwellenzahnriemen treibt auch die Common-Rail-Pumpe und die Kühlmittelpumpe an; ein Keilriemen treibt den Klimakompressor und die Lichtmaschine an.
Wie bei modernen Dieselmotoren zur Drall- und Massenstromsteuerung der Ansaugluft üblich, hat der EA189 für jeden Zylinder zwei unterschiedlich ausgelegte Einlasskanäle: einen Tangentialkanal und einen Spiralkanal. Mit dem Spiralkanal wird eine Luftverwirbelung erzeugt, während der Tangentialkanal als Füllungskanal ausgelegt ist. Um die Luftverwirbelung zu begünstigen, wird der Tangentialkanal im Teillastbereich mit einer Drallklappe verschlossen. Zur Steuerung der Drallklappen dient ein Stellmotor, der die Drallklappen über eine Schubstange bewegt und vom Motorsteuergerät gesteuert wird. Die tatsächliche Stellung der Drallklappen wird dem Motorsteuergerät über ein Potentiometer zurückgemeldet. Bei niedrigen Drehzahlen sind die Drallklappen geschlossen, ab einer Motordrehzahl von etwa 3000 min−1 sind sie vollständig geöffnet. Beim Motorstart und im Notlaufbetrieb sind die Drallklappen ebenfalls vollständig geöffnet.

## VW-Abgasskandal
Im Frühjahr 2017 bekannte sich Volkswagen in den USA des Betrugs für schuldig, Abgasemissionen außerhalb von Prüfständen durch Verwendung einer Abschalteinrichtung nicht hinreichend zu reinigen. Die zuvor in den USA erhobenen Vorwürfe der illegalen Softwaremanipulation der elektronischen Motorsteuerung, mittels Abschalteinrichtung die Abgasvorschriften zu unterlaufen, bezogen sich im konkreten Fall auf den 2,0-TDI-Motor, der dort von 2009 bis 2015 etwa 482.000-mal verkauft wurde. Die von der Environmental Protection Agency im realen Fahrbetrieb festgestellten Werte übertrafen die Grenzwerte bei NOx bis zum 40-fachen.
Unter den drei von der West Virginia University getesteten Fahrzeugen befand sich ein 2,0-TDI-Motor mit Stickstoffoxidspeicherkatalysator (VW Jetta VI) und ein 2,0-TDI-Motor mit SCR-Katalysator (VW Passat (NMS)), beide Modelljahr 2012, jeweils mit einer Leistung von 103 kW bei 4200 min−1. Die NOx-Werte des mit Stickstoffoxidspeicherkatalysator ausgerüsteten Fahrzeugs lagen im Realverkehr zwischen dem 15- bis 35-fachen, die des Fahrzeugs mit SCR-Katalysator zwischen dem 5- bis 20-fachen über den Grenzwerten.
Laut einem langjährigen VW-Mitarbeiter in der Abteilung Motorentechnik soll bereits im November 2006 in einem größeren Kreis der Einsatz der Betrugs-Software besprochen worden sein, da die „Abgasnormen nicht zu schaffen waren“ und nur so „ein sauberer Diesel-Motor“ präsentiert werden konnte. Mit den damals existierenden Prüftechniken habe der Betrug nicht entdeckt werden können.

„Für den Käufer eines Pkw mit EA-189-Motor ist eine Nachbesserung durch Software-Update unzumutbar. Dies folgt unter anderem daraus, dass die Herstellerin des Motors arglistig gehandelt hat.“

„Nahezu alle mit den Abgas-Problemen befassten Führungskräfte in der Motoren-Entwicklung sollen von den Manipulationen gewusst haben oder gar daran beteiligt gewesen seien.“

„Die Käuferin eines Gebrauchtwagens, in dem der Dieselmotor der Baureihe EA 189 verbaut ist, kann von der Volkswagen AG die Zahlung von Schadensersatz wegen vorsätzlicher sittenwidriger Schädigung verlangen.“

| Norm       | Euro 5          | Tier 2 Bin 5                         | Bemerkungen |
| CO         | 500 mg (pro km) | 2113 mg (pro km) 3400 mg (pro Meile) | |
| (HC + NOx) | 230 mg (pro km) | -                                    | |
| HC         |                 | 47 mg (pro km) 75 mg (pro Meile)     | |
| NOx        | 180 mg (pro km) | 31 mg (pro km) 50 mg (pro Meile)     | Sowohl Ottomotoren als auch Dieselmotoren produzieren bei der Verbrennung vergleichbare Mengen Stickoxide (NOx). Beim Dieselmotor reicht für die Abgasreinigung prinzipbedingt – anders als beim Ottomotor – ein Dreiwegekatalysator nicht aus; das Entfernen (Reduzieren) der Stickoxide ist technisch aufwändiger. |

## Funktionsweise der Abschalteinrichtung
Die Abschalteinrichtung ist eine Programmierung der Software des Motorsteuergerätes, die erkennt, ob das Fahrzeug auf der Straße oder im Testzyklus fährt und entsprechend einen Eingriff in Motorcharakteristik beziehungsweise Abgasreinigung vornimmt. Die EA189-Motoren, deren Abgas mittels SCR-Technik (AdBlue) gereinigt wird, haben einen als Akustikfunktion getarnten Betriebsmodus, der die Abgasrückführung und den AdBlue-Verbrauch beeinflusst. Die Akustikfunktion wird von der Abschalteinrichtungssoftware deaktiviert, wenn Diagnosetester angeschlossen sind, Motor- und Kraftstofftemperatur >15 °C sowie Luftdruck <920 hPa betragen, die zurückgelegte Fahrtstrecke dem Prüfzyklus entspricht und (bei Motoren für den amerikanischen Markt) der Lenkwinkelsensor keine Signale an das Motorsteuergerät sendet, die beim Lenken des Fahrzeuges entstehen würden.
Im Betriebsmodus Akustikfunktion reduziert das Motorsteuergerät die Abgasrückführrate bis hin zur Abschaltung der Abgasrückführung und schaltet die Einspritzung des Harnstoffes des SCR-Katalysators vollständig ab. Durch die reduzierte Abgasrückführung ist mehr sauerstoffhaltige Luft im Brennraum und die Brennraumtemperatur ist größer, was zur vermehrten Oxidierung des Stickstoffes in der Luft führt, also vermehrt Stickoxide entstehen lässt. Der fehlende Harnstoff im SCR-System lässt eine nachmotorische Reduzierung der Stickoxide nicht mehr möglich werden. Durch diese beiden Maßnahmen konnte Volkswagen Kosten bei der Entwicklung und Herstellung des Fahrzeuges sparen: Abgasrückführung führt zur Versottung (Verschmutzung) des Abgasrückführungsventils, wodurch es abgenutzt wird. Die Konstruktion und Herstellung eines Abgasrückführungsventils, das für weniger Abgasrückführung ausgelegt ist, ist bei gleicher geforderter Lebensdauer kostengünstiger, als dies bei einem Abgasrückführungsventil, das die notwendige Abgasrückführrate aushalten könnte, der Fall wäre. Weniger AdBlue-Verbrauch ermöglicht den Einbau eines kleineren und leichteren AdBlue-Behälters, der Fahrzeugmasse einspart.

## Auswirkungen des Software-Updates
Im März 2018 wurden zahlreiche Details zum Software-Update bekannt. Beim „Update“ wird die Programmierung des Motorsteuergerätes geändert, teilweise werden aber auch Bauteile des Motors ausgetauscht. Volkswagen gibt an, dass der Motor nach dem „Update“ weiterhin die angegebene Nennleistung behalte und sich der Drehmomentverlauf nicht ändere, auch Geräuschverhalten und Kraftstoffverbrauch würden nicht negativ beeinflusst werden. Volkswagen prüfe weiterhin, ob Konzepte für die Motorsteuerung des EA 288 für den EA 189 übernommen werden könnten. Softwareseitig werde die Piloteinspritzung nicht geändert, die Haupteinspritzung erfolge jedoch etwas früher, und es werde weniger Kraftstoff eingespritzt. Der Einspritzdruck im Teillastbereich würde erhöht. Die durch die geänderte Haupteinspritzung geringer ausfallende Drehmomententwicklung werde durch eine Nacheinspritzung ausgeglichen, die auch den Rußpartikelausstoß mindere. Durch diese Maßnahmen könne die Abgasrückführrate erhöht werden, wodurch die Verbrennungstemperatur sinke, was weniger Stickoxide entstehen lässt. Laut Volkswagen würden durch die Maßnahmen die Injektoren des Motors nicht stärker verschleißen. Dies wird teilweise angezweifelt. Durch die Änderung der Programmierung des Motorsteuergerätes entstünden bei der Verbrennung im EA 189 mehr Rußpartikel, was zu einem früheren Zusetzen des Rußpartikelfilters führen würde. Volkswagen gibt an, dass der Rußpartikelfilter mindestens 180.000 km halten würde, wenn korrektes Motoröl verwendet werde. Ein zusitzender Rußpartikelfilter erhöht den Abgasgegendruck, was Schäden am Turbolader des Motors verursachen kann.

## Technische Daten
|                                  | 1.2 TDI (55 kW)                                                    | 1.6 TDI (55 kW)                                                    | 1.6 TDI (66 kW)                                                    | 1.6 TDI (77 kW)                                                    | 2.0 TDI (62 kW)                                                    | 2.0 TDI (75 kW)                                                    | 2.0 TDI (81 kW)                                                    | 2.0 TDI (103 kW)                                                                                                | 2.0 TDI (105 kW)                                                                                                | 2.0 TDI (125 kW)                                                                                                | 2.0 TDI (130 kW)                                                                                                |
| -------------------------------- | ------------------------------------------------------------------ | ------------------------------------------------------------------ | ------------------------------------------------------------------ | ------------------------------------------------------------------ | ------------------------------------------------------------------ | ------------------------------------------------------------------ | ------------------------------------------------------------------ | --- | --- | --- | --- |
| Motorkennbuchstaben              | CFWA                                                               | CAYA                                                               | CAYB                                                               | CAYC                                                               | CAAA                                                               | CAAB                                                               | CBDC, CFFD                                                         | CAAC, CBAB, CFFB, CFHC                                                                                          | CFHD, CAGA, CJCA, CBAC                                                                                          | CAHA, CBBB, CFGB                                                                                                | CFGC, CGLC |
| Bauzeit                          | 2009–2014                                                          | 2009–2013                                                          | 2009–2013                                                          | 2009–2015                                                          | 2009–2013                                                          | 2009–2016                                                          | 2009–2013                                                          | 2007–2014 | 2009–2015 | 2009–2014 | 2012–2015 |
| Bauart                           | Reihendreizylinder                                                 | Reihenvierzylinder                                                 | Reihenvierzylinder                                                 | Reihenvierzylinder                                                 | Reihenvierzylinder                                                 | Reihenvierzylinder                                                 | Reihenvierzylinder                                                 | Reihenvierzylinder                                                                                              | Reihenvierzylinder                                                                                              | Reihenvierzylinder                                                                                              | Reihenvierzylinder                                                                                              |
| Anzahl Ventile                   | 12                                                                 | 16                                                                 | 16                                                                 | 16                                                                 | 16                                                                 | 16                                                                 | 16                                                                 | 16 | 16 | 16 | 16 |
| Ventilsteuerung                  | DOHC, Zahnriemen                                                   | DOHC, Zahnriemen                                                   | DOHC, Zahnriemen                                                   | DOHC, Zahnriemen                                                   | DOHC, Zahnriemen                                                   | DOHC, Zahnriemen                                                   | DOHC, Zahnriemen                                                   | DOHC, Zahnriemen                                                                                                | DOHC, Zahnriemen                                                                                                | DOHC, Zahnriemen                                                                                                | DOHC, Zahnriemen                                                                                                |
| Hubraum                          | 1199 cm³                                                           | 1598 cm³                                                           | 1598 cm³                                                           | 1598 cm³                                                           | 1968 cm³                                                           | 1968 cm³                                                           | 1968 cm³                                                           | 1968 cm³ | 1968 cm³ | 1968 cm³ | 1968 cm³ |
| Bohrung × Hub                    | 79,5 × 80,5 mm                                                     | 79,5 × 80,5 mm                                                     | 79,5 × 80,5 mm                                                     | 79,5 × 80,5 mm                                                     | 81,0 × 95,5 mm                                                     | 81,0 × 95,5 mm                                                     | 81,0 × 95,5 mm                                                     | 81,0 × 95,5 mm                                                                                                  | 81,0 × 95,5 mm                                                                                                  | 81,0 × 95,5 mm                                                                                                  | 81,0 × 95,5 mm                                                                                                  |
| Verdichtung                      | 16,5:1                                                             | 16,5:1                                                             | 16,5:1                                                             | 16,5:1                                                             | 16,5:1                                                             | 16,5:1                                                             | 16,5:1                                                             | 16,5:1 | 16,5:1 | 16,5:1 | 16,5:1 |
| Gemischaufbereitung              | Common-Rail-Einspritzung                                           | Common-Rail-Einspritzung                                           | Common-Rail-Einspritzung                                           | Common-Rail-Einspritzung                                           | Common-Rail-Einspritzung                                           | Common-Rail-Einspritzung                                           | Common-Rail-Einspritzung                                           | Common-Rail-Einspritzung                                                                                        | Common-Rail-Einspritzung                                                                                        | Common-Rail-Einspritzung                                                                                        | Common-Rail-Einspritzung                                                                                        |
| Aufladung                        | Ein VTG-Turbolader                                                 | Ein VTG-Turbolader                                                 | Ein VTG-Turbolader                                                 | Ein VTG-Turbolader                                                 | Ein VTG-Turbolader                                                 | Ein VTG-Turbolader                                                 | Ein VTG-Turbolader                                                 | Ein VTG-Turbolader                                                                                              | Ein VTG-Turbolader                                                                                              | Ein VTG-Turbolader                                                                                              | Ein VTG-Turbolader                                                                                              |
| Kühlung                          | Wasserkühlung                                                      | Wasserkühlung                                                      | Wasserkühlung                                                      | Wasserkühlung                                                      | Wasserkühlung                                                      | Wasserkühlung                                                      | Wasserkühlung                                                      | Wasserkühlung                                                                                                   | Wasserkühlung                                                                                                   | Wasserkühlung                                                                                                   | Wasserkühlung                                                                                                   |
| max. Leistung                    | 55 kW (75 PS) bei 4200 min−1                                       | 55 kW (75 PS) bei 4000 min−1                                       | 66 kW (90 PS) bei 4200 min−1                                       | 77 kW (105 PS) bei 4400 min−1                                      | 62 kW (84 PS) bei 3500 min−1                                       | 75 kW (102 PS) bei 3500 min−1                                      | 81 kW (110 PS) bei 4200 min−1                                      | 103 kW (140 PS) bei 4200 min−1                                                                                  | 105 kW (143 PS) bei 4200 min−1                                                                                  | 125 kW (170 PS) bei 4200 min−1                                                                                  | 130 kW (177 PS) bei 4200 min−1                                                                                  |
| max. Drehmoment                  | 180 Nm bei 2000 min−1                                              | 195 Nm bei 1500–2000 min−1                                         | 230 Nm bei 1500–2500 min−1                                         | 250 Nm bei 1500–2500 min−1                                         | 220 Nm bei 1250–2500 min−1                                         | 250 Nm bei 1250–2500 min−1                                         | 280 Nm bei 1500–2500 min−1                                         | 320 Nm bei 1750–2500 min−1                                                                                      | 320 Nm bei 1750–2500 min−1                                                                                      | 350 Nm bei 1750–2500 min−1                                                                                      | 380 Nm bei 1750–2500 min−1                                                                                      |
| Treibstoff                       | Dieseltreibstoff mit mindestens 51 Cetan nach EN 590               | Dieseltreibstoff mit mindestens 51 Cetan nach EN 590               | Dieseltreibstoff mit mindestens 51 Cetan nach EN 590               | Dieseltreibstoff mit mindestens 51 Cetan nach EN 590               | Dieseltreibstoff mit mindestens 51 Cetan nach EN 590               | Dieseltreibstoff mit mindestens 51 Cetan nach EN 590               | Dieseltreibstoff mit mindestens 51 Cetan nach EN 590               | Dieseltreibstoff mit mindestens 51 Cetan nach EN 590                                                            | Dieseltreibstoff mit mindestens 51 Cetan nach EN 590                                                            | Dieseltreibstoff mit mindestens 51 Cetan nach EN 590                                                            | Dieseltreibstoff mit mindestens 51 Cetan nach EN 590                                                            |
| Motorsteuerung                   | Delphi DCM3.7                                                      | Siemens PCR2.1                                                     | Siemens PCR2.1                                                     | Siemens PCR2.1                                                     | Bosch EDC 17                                                       | Bosch EDC 17                                                       | Bosch EDC 17                                                       | Bosch EDC 17 | Bosch EDC 17 | Bosch EDC 17 | Bosch EDC 17 |
| Abgasnachbehandlung              | Abgasrückführung, Oxidationskatalysator, LNT und Rußpartikelfilter | Abgasrückführung, Oxidationskatalysator, LNT und Rußpartikelfilter | Abgasrückführung, Oxidationskatalysator, LNT und Rußpartikelfilter | Abgasrückführung, Oxidationskatalysator, LNT und Rußpartikelfilter | Abgasrückführung, Oxidationskatalysator, LNT und Rußpartikelfilter | Abgasrückführung, Oxidationskatalysator, LNT und Rußpartikelfilter | Abgasrückführung, Oxidationskatalysator, LNT und Rußpartikelfilter | Abgasrückführung, Oxidationskatalysator, LNT und Rußpartikelfilter, Ausführungen für den US-Markt SCR statt LNT | Abgasrückführung, Oxidationskatalysator, LNT und Rußpartikelfilter, Ausführungen für den US-Markt SCR statt LNT | Abgasrückführung, Oxidationskatalysator, LNT und Rußpartikelfilter, Ausführungen für den US-Markt SCR statt LNT | Abgasrückführung, Oxidationskatalysator, LNT und Rußpartikelfilter, Ausführungen für den US-Markt SCR statt LNT |
| Abgasnorm                        | Euro 5                                                             | Euro 5                                                             | Euro 5                                                             | Euro 5                                                             | Euro 5                                                             | Euro 5                                                             | Euro 5                                                             | Euro 5 | Euro 5 | Euro 5 | Euro 5 |
| Motormasse                       |                                                                    |                                                                    |                                                                    |                                                                    |                                                                    |                                                                    | 165 kg                                                             | 165 kg | 165 kg | 165 kg | 165 kg |
| Spezifischer Treibstoffverbrauch |                                                                    |                                                                    |                                                                    |                                                                    |                                                                    |                                                                    |                                                                    | 204 g/kWh | | | |
| Niedrigster Treibstoffverbrauch  |                                                                    |                                                                    |                                                                    |                                                                    |                                                                    |                                                                    |                                                                    | 196 g/kWh | | | |